# Ђока Кара-Јовановић
Ђорђе "Ђока" Кара-Јовановић (Београд, 24. децембар 1870.) био је српски адвокат и политичар. Обављао је дужност Председника Београдске општине.

## Каријера
Ђорђе Кара-Јовановић је основну школу, гимназију и правни факултет Велике школе завршио у Београду. Прве три године након завршеног школовања радио је као судски писар. Након положеног адвокатског испита (1896), почео је да ради као адвокат. Био је кмет општине Београдске (1897), окружни начелник (1901), владин комесар при Народној банци (1917) и председник Београдске општине (1920).
Заступао је Радикалну странку током својих мандата у Београдској општинској управи.
У броју 148 "Правде" од 29. маја 1931. под насловом "Једна невоља" Карајовановић се жали на комарце "који у великој мери досађују публици тако да је Калемегдан данас у ствари парк за здравији и бољи живот комараца, а не Београђана - наравно кривицом самих Београђана". У борби против комараца Карајовановић препоручује слепе мишеве.

## Приватно
Ђока Кара-Јовановић био је пријављен на адресама Кнез Михајлова 20 и Краљев трг 10 у Београду.
Његов син Милован Бата-Карајовановић, чиновник посланства Краљевине Југославије у Мадриду, извршио је самоубиство јануара 1932. бацивши се под воз на Сењаку.

## Књиге, текстови, интервјуи
- Накнада ратне штете. Београд, Издавачко и књижарско предузеће Геца Кон, 1919.
- Одговор Г. Мил С. Мостићу, овд. адв. и пуномоћнику друштва: "Асикурациони Женерали" на његову брошуру: "Друштво Ђенерали и исплата једне полисе на доносиоца". Београд, Милош Велики - Штампарија Бојовића и Мићића, 1920.
- Менично право. Удешено по државном програму за ђаке трговачких школа у опште. Београд, Издавачко и књижарско предузеће Геца Кон, 1920.
- Хрватско питање и др. Милован Недељковић.  Време, Београд, 5. новембар 1928.
- Будућност великог Београда. Време, Београд, 17. новембар 1929.
- Наше ново законодавство, Нов казнени законик увреда и клевета. Време, Београд, 12. децембар 1929.
- Коментар општег кривичног законика са законом, којим се кривични законик ставља на снагу и уводи у живот. Београд, Издавачко и књижарско предузеће Геца Кон, 1930.
- Познавање права и дужности. Београд, Издање пишчево - Народна штампарија Мирка Дробца, 1933.
- Мајка Београд, Сељанка, Лист за просвећивање жене на селу, 1933
- Одбрана по кривици Др. Милете Новаковића, професора Универзитета и осталих, као судија избр. суда за дело подмићивања. Београд, Издање пишчево - Штампарија "Зора", 1935.
- Политички - социјални и правни чланци. Београд. Издање пишчево - Штампарија "Раденковић", 1940.